# Mara Keisling
Mara Keisling (Scranton, Pennsilvània, 29 de setembre de 1959) és una activista estatunidenca pels drets trans. És la directora executiva fundadora del National Center for Transgender Equality, amb seu a Washington DC. És una dona trans que va començar la transició en els 40 anys. Va viure a Harrisburg.